# Liste der Bischöfe von Tréguier
Das Bistum Tréguier geht auf eine vom heiligen Tugdual im 6. Jahrhundert gegründete Abtei zurück; die legendarische Überlieferung nennt ihn als ersten Bischof von Tréguier.
Die folgenden Personen waren Bischöfe des historischen Bistums Tréguier (Frankreich):
- um 1032: Wilhelm I.
- um 1045: Martin
- um 1086: Hugo I. de Saint-Pabutral
- um 1110–um 1128: Raoul I.
- um 1150–um 1175: Wilhelm II.
- 1175–1179: Ives I Hougnon
- 1179–um 1220: Geoffroi I. Loiz
- um 1224–um 1237: Stephan
- um 1238: Peter I.
- 1255–um 1265: Hamon
- um 1266–um 1271: Alain I. de Lezardrieu
- um 1284: Alain II. de Bruc
- 1286–um 1310: Geoffroi II. de Tournemine
- um 1317: Jean I. Rigaud
- um 1324: Pierre II. de l’Isle
- 1327–1330: Ives II. Le Prévôt de Bois Boëssel
- 1330–1338: Alain III. de Haïloury
- 1339–um 1345: Richard du Poirier
- um 1354: Robert I. de Peynel
- 1355–1358: Hugues II. de Monstrelet
- 1358–1362: Alain IV.
- 28. November 1362–1371: Even Bégaignon
- 12. Juni 1372–1378: Jean II. Brun
- 1378–1383: Thibaud de Malestroit
- 1383–1384: Hugues III. de Keroulay
- 1385–3. Mai 1401: Pierre III. Morel
- 1401–1403: Ives III. Hirgouët
- 1404–1408: Bernard de Peyron
- 1408–1416: Christophe I. d’Hauterive
- 15. Dezember 1417–1422: Matthieu du Kosker
- 29. April 1422–1430: Jean III. de Bruc
- 1430–27. August 1435: Pierre IV. Piédru (oder Predou) (auch Bischof von Saint-Malo)
- 1435–1441: Raoul II. Rolland
- 4. Mai 1442–1453: Jean IV. de Plouec
- 16. März 1454–23. September 1464: Jean V. de Coetquis
- 8. Januar 1466–1479: Christophe II. du Châtel
- 1480–1483: Kardinal Raphaël de Saint-Georges
- 1483–1502: Robert II. Guibé
- 1502–7. März 1505: Jean VI. de Talhouët
- 22. November 1505–16. November 1537: Antoine du Grignaux
- 14. Juni 1538–1540 oder 1541: Louis de Bourbon-Vendôme
- 1541–1544: Kardinal Hippolyte d’Este
- 1544–1545: Jean VII. de Rieux
- 8. Juni 1545–1547: François I. de Manaz
- 1548–27. Oktober 1566: Jean VIII. Juvénal des Ursins
- 1566–1572: Claude de Kernovenoy
- 1572–1583: Jean-Baptiste Le Gras
- 1583–1593: François II. de La Tour
- 1593–29. Oktober 1602: Guillaume III. du Halgoët
- 1604–29. Juli 1616: Georges-Louet-Adrien d’Amboise
- 1616–1620: Pierre V. Cornullier
- 1620–14. September 1635: Gui Champion
- 1636–19. August 1645: Noël des Landes
- 1646–1679: Balthasar Grangier de Liverdis
- 1679–1686: François-Ignace de Baglion
- 1686–15. Mai 1694: Eustache Le Sénéchal de Carcado (oder Kercado)
- 1694–1731: Olivier Jégou de Kervilio
- 1731–1745: François-Hyacinthe de La Fruglaye de Kervers
- 1746–30. August 1761: Charles-Gui Le Borgne de Kermorvan
- 1761–1766: Joseph-Dominique de Chaylus
- 26. April 1767–1773: Jean-Marc de Royère
- 1773–1775: Jean-Augustin de Frétat de Sarra
- 6. August 1775–1780: Jean-Baptiste-Joseph de Lubersac
- 1780–1790 (1801): Augustin-René-Louis Le Mintier